# Mexiko na Letních olympijských hrách 2004
Mexiko se účastnilo Letní olympiády 2004. Zastupovalo ho 109 sportovců (59 mužů a 50 žen) v 20 sportech.

## Medailisté
| Medaile | Jméno          | Sport      | Soutěž              |
| ------- | -------------- | ---------- | ------------------- |
| Stříbro | Ana Guevaraová | Atletika   | ženy 400 metrů      |
| Stříbro | Belem Guerrero | Cyklistika | ženy bodovací závod |
| Stříbro | Oscar Salazar  | Taekwondo  | muži 58 kg          |
| Bronz   | Iridia Salazar | Taekwondo  | ženy 57 kg          |